# Autofinancement
L’autofinancement est le fait pour une entreprise ou un ménage de financer son activité, et notamment ses investissements, à partir 
- de ses capitaux propres existants,
- de sa propre rentabilité (capacité d'autofinancement, réserves, plus value),
- de son épargne,
- d'une augmentation du capital (en cas d'achat par des actionnaires internes),
- et de ses amortissements comptables.

## Calcul
La capacité d'autofinancement, calculée année par année, inclut les amortissements comptables de l'année et le bénéfice net de l'année.
Les amortissements comptables sont la principale partie de l'autofinancement. Ils ne nécessitent pas l'accord des actionnaires.
Ce sont des charges dites « non décaissées ». Si l'entreprise achète en 2023 une machine 10 000 euros et l'amortit sur cinq ans, elle passera pendant chacune de ces cinq années une charge comptable « non décaissée » de 2 000 euros. C'est une façon de répartir le coût d'un investissement sur sa durée de vie, un peu comme si l'entreprise cotisait chaque année à une « caisse d'investissement ». Le bénéfice net est calculé après déduction des amortissements. Ainsi, même si l'entreprise ne fait aucun bénéfice net pendant ces cinq années, elle peut très bien payer son investissement de 10 000 euros grâce au flux d'argent de 2 000 euros pendant cinq ans.
Elle peut se calculer en prenant l'excédent brut d'exploitation (EBITDA en anglais) et en déduisant les charges réellement décaissées que sont les intérêts bancaires et l'impôt sur les bénéfices.
La notion d’autofinancement est définie dans un sens plus large, à savoir la capacité d’une entreprise à se financer à travers ses capitaux propres.
L’augmentation de capital est considérée comme une source de financement interne, lorsqu’elle est effectuée par des actionnaires ou associés d’origine afin d'accroître les ressources stables de la société.
En dehors de l'autofinancement, les autres sources possibles de financement sont :
- l’emprunt auprès de banques ou du marché financier par émission d'obligations,
- l'émission de nouvelles actions dans le cadre d'une augmentation de capital (en cas d'achat par des actionnaires externes).

## Théorie financière
L'autofinancement (dont le coût financier est égal aux dividendes versés aux actionnaires) est souvent considéré comme le plus sain de tous les moyens de financement. Actionnaires, dirigeants et créanciers semblent chacun tirer des avantages d'un autofinancement :
- pour les actionnaires, l'autofinancement doit conduire à une augmentation de la valeur de l'entreprise, donc de leurs actions. Puisque les plus-values sont moins imposées que les dividendes, les actionnaires préféreraient donc que l'entreprise s'autofinance[3] ;
- pour les dirigeants, l'autofinancement leur donne plus de liberté, puisqu'ils n'ont pas à négocier avec les créanciers et n'ont pas à convaincre les marchés financiers de la rentabilité de leurs investissements[note 1] ;
- pour les créanciers, l'autofinancement réduit le risque de l'entreprise, donc qu'en cas de faillite, leur créances soient quand même honorées.

La fiscalité ne lui est cependant pas favorable. Contrairement à l'emprunt, qui coûte des intérêts, fiscalement déductibles, le coût des fonds propres (dividendes payés aux actionnaires), représente réellement un coût du fait qu'ils sont taxés à l'impôt des sociétés, car non-déductibles.
Par ailleurs, parce que son coût se limite aux dividendes versés, il risque de détourner des ressources financières d'emplois qui seraient plus rentables, cela amène donc des coûts d'opportunité. L'autofinancement peut être vue comme une augmentation de capital à hauteur des dividendes non versés.
Selon ce raisonnement, une entreprise ne devrait autofinancer que des projets dont la rentabilité est au moins égale au coût des capitaux propres, et remettre l'essentiel de ses bénéfices aux actionnaires sous forme de dividendes, ceux-ci arbitrant eux-mêmes entre les investissements possibles. 
La rentabilité est cependant difficile à anticiper si l'entreprise est en situation de concurrence.
- taux d'autofinancement : épargne/FBCF (c'est la capacité d'une entreprise à financer ses investissements par sa propre épargne).

- on utilise parfois, dans les ratios de structure d'une entreprise, le ratio autofinancement : autofinancement / valeur ajoutée.

Ce ratio mesure la part de la valeur ajoutée consacrée à l'autofinancement.